# Cashion Community
Cashion Community – miasto w Stanach Zjednoczonych, w stanie Teksas, w hrabstwie Wichita.